# Aeroportul Național Kastoria
Aeroportul Național Kastoria (IATA: KSO, ICAO: LGKA) este un aeroport din Kastoria, Kastoria Municipality⁠(d), Prefectura Kastoria, Macedonia de Vest, Epir-Macedonia de Vest, Grecia ce deservește zona Kastoriá⁠(d). Aeroportul a fost tranzitat în 2022 de 5.048 de pasageri. A fost numit după Kastoria.
Situat la o altitudine de 661 m, aeroportul dispune de o singură pistă.